# Championnat de Belgique de football de quatrième division 1965-1966
Navigation
saison précédente saison suivante
Le Championnat de Belgique de football D4 1965-1966 est la quatorzième édition du championnat de Promotion belge en tant que 4e niveau national.

## Clubs participants
Le nom des clubs est celui employés à l'époque. Les matricule renseignés en caractères gras existent encore en 2014-2015.

### Localisation – Série A
| \| Abréviation: · USC = US du Centre Uccle SCUP Jette Ixelles Overijse Braine La Louvière USC Marchienne Gosselies Farciennes Andenne Ciney Arlon Virton Bastogne Athus \| Localisation des clubs engagés en Promotion A 1965-1966 |
| Abréviation: · USC = US du Centre Uccle SCUP Jette Ixelles Overijse Braine La Louvière USC Marchienne Gosselies Farciennes Andenne Ciney Arlon Virton Bastogne Athus                                                               |

### Série A
| #  | Nom                                         | Mat. | Ville              | Stades             | Provinces  | En Prom depuis  | Total en Prom. | Saison précéd.              |
| -- | ------------------------------------------- | ---- | ------------------ | ------------------ | ---------- | --------------- | -------------- | --------------------------- |
| 1  | Royal Uccle Sport                           | 15   | Uccle              | Chée de Neerstalle | Brabant    | 1965-1966 (1re) | 1 saison       | Div. 3 - Série B, 16e       |
| 2  | Royal Ixelles Sporting Club                 | 42   | Ixelles            | ??                 | Brabant    | 1961-1962 (5e)  | 9 saisons      | 8e Série D                  |
| 3  | Royal Gosselies Sports                      | 69   | Gosselies          | ??                 | Hainaut    | 1962-1963 (4e)  | 4 saisons      | 12e Série D                 |
| 4  | Royal Cercle Sportif Brainois               | 75   | Braine-l'Alleud    | ???                | Brabant    | 1963-1964 (3e)  | 8 saisons      | 3e Série D                  |
| 5  | Royale Association Athlétique Louviéroise   | 93   | La Louvière        | ???                | Hainaut    | 1963-1964 (3e)  | 4 saisons      | 4e Série D                  |
| 6  | Royale Jeunesse Arlonaise                   | 143  | Arlon              | Beau Site          | Luxembourg | 1963-1964 (3e)  | 7 saisons      | 7e Série A                  |
| 7  | Royal Excelsior Sporting Club Virton        | 200  | Virton             | Faubourg d'Arival  | Luxembourg | 1960-1961 (6e)  | 6 saisons      | 6e Série A                  |
| 8  | Royale Association Marchiennoise des Sports | 278  | Marchienne         | stade communal     | Hainaut    | 1959-1960 (7e)  | 7 saisons      | 5e Série D                  |
| 9  | Royal Cercle Sportif Andennais              | 307  | Andenne            | Julien Pappa       | Namur      | 1961-1962 (5e)  | 12 saisons     | 4e Série A                  |
| 10 | Royal Sporting Club Union & Progrès Jette   | 474  | Jette              | ???                | Brabant    | 1964-1965 (2e)  | 6 saisons      | 6e Série D                  |
| 11 | Léopold Club Bastogne                       | 2263 | Bastogne           | ???                | Luxembourg | 1964-1965 (2e)  | 9 saisons      | 8e Série A                  |
| 12 | Football Club Farciennes                    | 4776 | Farciennes         | ???                | Hainaut    | 1964-1965 (2e)  | 2 saisons      | 13e Série D                 |
| 13 | Union Sportive du Centre                    | 213  | Haine-Saint-Pierre | ???                | Hainaut    | 1965-1966 (1re) | 10 saisons     | montant Prov. de Hainaut    |
| 14 | Royal Sporting Club Athusien                | 254  | Athus              | ???                | Luxembourg | 1965-1966 (1re) | 9 saisons      | montant Prov. de Luxembourg |
| 15 | Royale Union Wallonne Ciney                 | 460  | Ciney              | ???                | Namur      | 1965-1966 (1re) | 1 saison       | montant Prov. de Namur      |
| 16 | Football Club Overijse                      | 3028 | Overijse           | ???                | Brabant    | 1965-1966 (1re) | 1 saison       | montant Prov. de Brabant    |

### Série B
| #  | Nom                                             | Mat. | Ville    | Stades     | Provinces | En Prom depuis  | Total en Prom. | Saison précéd.            |
| -- | ----------------------------------------------- | ---- | -------- | ---------- | --------- | --------------- | -------------- | ------------------------- |
| 1  | Royal Herve Football Club                       | 32   | Herve    | ??         | Liège     | 1954-1955 (12e) | 12 saisons     | 3e Série A                |
| 2  | Skill Racing Union Verviers                     | 34   | Verviers | ???        | Liège     | 1963-1964 (3e)  | 9 saisons      | 11e Série A               |
| 3  | Koninklijke Sporting Club Hasselt               | 37   | Hasselt  | Stedelijk  | Limbourg  | 1957-1958 (9e)  | 12 saisons     | 2e Série C                |
| 4  | Koninklijke Tongerse Sportvereniging Cercle     | 54   | Tongres  | ???        | Limbourg  | 1964-1965 (2e)  | 4 saisons      | 5e Série A                |
| 5  | Koninklijke Patria Football Club Tongeren       | 73   | Tongres  | ??         | Limbourg  | 1955-1956 (10e) | 10 saisons     | 2e Série A                |
| 6  | Royal Cercle Sportif Visétois                   | 369  | Visé     | ???        | Liège     | 1964-1965 (2e)  | 2 saisons      | 12e Série A               |
| 7  | Koninklijke Football club Verbroedering Geel    | 395  | Geel     | ???        | Anvers    | 1962-1963 (4e)  | 4 saisons      | 6e Série C                |
| 8  | Royal Ans Football Club                         | 617  | Ans      | ??         | Liège     | 1963-1964 (3e)  | 12 saisons     | 10e Série A               |
| 9  | Koninklijke Helzold Football Club Zolder        | 1488 | Zolder   | ??         | Limbourg  | 1964-1965 (3e)  | 10 saisons     | 9e Série C                |
| 10 | Witgoor Sport Dessel                            | 2065 | Dessel   | ???        | Anvers    | 1961-1962 (5e)  | 5 saisons      | 8e Série C                |
| 11 | Union Momalloise                                | 2947 | Momalle  | ??         | Liège     | 1962-1963 (4e)  | 4 saisons      | 13e Série A               |
| 12 | Sporting Alken                                  | 3916 | Alken    | ???        | Limbourg  | 1964-1965 (2e)  | 2 saisons      | 4e Série C                |
| 13 | Alliance Sportive Eupen                         | 4276 | Eupen    | Kehrweg    | Liège     | 1961-1962 (5e)  | 7 saisons      | 9e Série A                |
| 14 | Royal Fléron Football Club                      | 33   | Fléron   | ???        | Liège     | 1965-1966 (1re) | 8 saisons      | montant Prov. de Liège    |
| 15 | Royal Spa Football Club                         | 60   | Spa      | Géronstère | Liège     | 1965-1966 (1re) | 2 saisons      | montant Prov. de Liège    |
| 16 | Koninklijke Football Club Moedige Duivels Halen | 1051 | Halen    | ???        | Limbourg  | 1965-1966 (1re) | 1 saison       | montant Prov. de Limbourg |

#### Localisation – Série B
| \| Abréviation: · F. = R. Fléron FC · à l'Est de Liège Dessel Geel Helzold Halen Hasselt Alken Patria Tongres Tongres Cercle Ans Herve Eupen Verviers Momalle Visé F. Spa \| Localisation des clubs engagés en Promotion B 1965-1966 |
| Abréviation: · F. = R. Fléron FC · à l'Est de Liège Dessel Geel Helzold Halen Hasselt Alken Patria Tongres Tongres Cercle Ans Herve Eupen Verviers Momalle Visé F. Spa                                                               |

### Série C
| #  | Nom                                              | Mat. | Ville       | Stades           | Provinces     | En Prom depuis  | Total en Prom. | Saison précéd.           |
| -- | ------------------------------------------------ | ---- | ----------- | ---------------- | ------------- | --------------- | -------------- | ------------------------ |
| 1  | Voortwaarts Tienen                               | 3229 | Tirlemont   | Kabeeksepoort    | Brabant       | 1964-1965 (1re) | 4 saisons      | Div. 3 - Série B, 15e    |
| 2  | Royal Stade Louvaniste                           | 18   | Louvain     | Den Dreef        | Brabant       | 1952-1953 (8e)  | 8 saisons      | 11e Série C              |
| 3  | Cappellen Football Club Koninklijke Maatschapij  | 43   | Kapellen    | ???              | Anvers        | 1961-1962 (5e)  | 11 saisons     | 3e Série C               |
| 4  | Koninklijke Vilvoorde Football Club              | 49   | Vilvorde    | Drie fonteinen   | Brabant       | 1964-1965 (2e)  | 12 saisons     | 10e Série D              |
| 5  | Koninklijke Tubantia Borgerhout Football Club    | 64   | Borgerhout  | Rivierenhof      | Anvers        | 1963-1964 (3e)  | 5 saisons      | 9e Série D               |
| 6  | Koninklijke Sport-Club Maccabi Voetbal Antwerpen | 201  | Hoboken     | Karel Duboislaan | Anvers        | 1963-1964 (3e)  | 5 saisons      | 2e Série D               |
| 7  | Koninklijke Daring Club Leuven                   | 223  | Kessel-Lo   | ???              | Brabant       | 1964-1965 (2e)  | 2 saisons      | 10e Série C              |
| 8  | Koninklijke Football Club Duffel                 | 284  | Duffel      | ???              | Anvers        | 1962-1963 (4e)  | 7 saisons      | 11e Série D              |
| 9  | Koninklijke Sportkring Hoboken                   | 285  | Hoboken     | Lumbeekstraat    | Anvers        | 1958-1959 (8e)  | 11 saisons     | 7e Série D               |
| 10 | Hoogstraten Voetbal Vereniging                   | 2366 | Hoogstraten | Seminarie        | Anvers        | 1964-1965 (2e)  | 2 saisons      | 13e Série C              |
| 11 | Koninklijke Football Club Ninove                 | 2373 | Ninove      | Den Doorn        | Fl. orientale | 1956-1957 (10e) | 10 saisons     | 5e Série B               |
| 12 | Sportkring Lebbeke                               | 2558 | Lebbeke     | ???              | Fl. orientale | 1958-1959 (8e)  | 8 saisons      | 10e Série B              |
| 13 | Koninklijke Sportkring St-Paulus Opwijk          | 4013 | Opwijk      | ???              | Brabant       | 1963-1964 (3e)  | 3 saisons      | 6e Série B               |
| 14 | Koninklijke Football Club Lentezon Beerse        | 599  | Beerse      | ???              | Anvers        | 1965-1966 (1re) | 1 saison       | montant Prov. d'Anvers   |
| 15 | Puurs Excelsior Football Club                    | 3855 | Puurs       | ???              | Anvers        | 1965-1966 (1re) | 1 saison       | montant Prov. d'Anvers   |
| 16 | Koninklijke Voetbal Club Itna Itterbeek          | 5636 | Itterbeek   | ???              | Brabant       | 1965-1966 (1re) | 1 saison       | montant Prov. de Brabant |

#### Localisation – Série C
| \| Anvers: · K. Tubantia Borgerhout FC · Cappellen FC KM · K. Hoboken SK · K. SC Maccabi VA Anvers Puurs Duffel Hoogstraten Beerse Vilvorde St. Louvain Daring L. Tirlemont Opwijk Itterbeek Ninove Lebbeke \| Localisation des clubs engagés en Promotion C 1965-1966 |
| Anvers: · K. Tubantia Borgerhout FC · Cappellen FC KM · K. Hoboken SK · K. SC Maccabi VA Anvers Puurs Duffel Hoogstraten Beerse Vilvorde St. Louvain Daring L. Tirlemont Opwijk Itterbeek Ninove Lebbeke                                                               |

### Série D
| #  | Nom                                               | Mat. | Ville         | Stades          | Provinces       | En Prom depuis  | Total en Prom. | Saison précéd.                   |
| -- | ------------------------------------------------- | ---- | ------------- | --------------- | --------------- | --------------- | -------------- | -------------------------------- |
| 1  | Royal Football Club Renaisien                     | 46   | Renaix        | Parc Lagache    | Fl. orientale   | 1965-1966 (1re) | 1 saison       | Div. 3 - Série A, 16e            |
| 2  | Koninklijke Sport Club Eendracht Aalst            | 90   | Alost         | Pierre Cornelis | Fl. orientale   | 1965-1966 (1re) | 1 saison       | Div. 2 15e                       |
| 3  | Royale Union Sportive Tournaisienne               | 26   | Tournai       | G. Horlait      | Hainaut         | 1962-1963 (4e)  | 5 saisons      | 2e Série B                       |
| 4  | Koninklijke Sportvereniging Blankenberge          | 48   | Blankenberge  | ???             | Fl. occidentale | 1957-1958 (9e)  | 9 saisons      | 7e Série B                       |
| 5  | Koninklijke Sport-Club Menen                      | 56   | Menin         | ??              | Fl. occidentale | 1956-1957 (10e) | 11 saisons     | 13e Série B                      |
| 6  | Koninklijke Vereniging Cercle Sportif Yprois      | 100  | Ypres         | ???             | Fl. occidentale | 1961-1962 (5e)  | 11 saisons     | 3e Série B                       |
| 7  | Koninklijke Stade Kortrijk                        | 161  | Courtrai      | Weverstraat     | Fl. occidentale | 1963-1964 (3e)  | 4 saisons      | 9e Série B                       |
| 8  | Koninklijke Sportkring Geraardsbergen             | 290  | Grammont      | ??              | Fl. orientale   | 1959-1960 (7e)  | 11 saisons     | 8e Série B                       |
| 9  | Koninklijke Football Club Evergem Center          | 662  | Evergem       | ???             | Fl. orientale   | 1963-1964 (3e)  | 3 saisons      | 11e Série B                      |
| 10 | Koninklijke Maatschappij Sport Kring Deinze       | 818  | Deinze        | ??              | Fl. orientale   | 1960-1961 (6e)  | 11 saisons     | 12e Série B                      |
| 11 | Koninklijke Football Club Scela Zele              | 1837 | Zele          | ??              | Fl. orientale   | 1956-1957 (10e) | 10 saisons     | 5e Série C                       |
| 12 | White Star Ieper                                  | 3070 | Ypres         | ???             | Fl. occidentale | 1962-1963 (4e)  | 4 saisons      | 4e Série B                       |
| 13 | Koninklijke Football Club Gerda Sint-Niklaas      | 3077 | St-Niklaas/W. | ???             | Fl. orientale   | 1963-1964 (3e)  | 3 saisons      | 7e Série C                       |
| 14 | Koninklijke Football Club Sporting St-Gillis/Waas | 4385 | St-Gillis/W.  | ???             | Fl. orientale   | 1962-1963 (4e)  | 4 saisons      | 12e Série C                      |
| 15 | Koninklijke Sport Vereniging Oudenaarde           | 81   | Audenarde     | ???             | Fl. orientale   | 1965-1966 (1re) | 6 saisons      | montant Prov. de Fl. orientale   |
| 16 | Koninklijke Football Club Meulebeke               | 1255 | Meulebeke     | ???             | Fl. occidentale | 1965-1966 (1re) | 1 saison       | montant Prov. de Fl. occidentale |

#### Localisation – Série D
| \| Blankenberge VCS Ieper WS Ieper Tournai Deinze Menin Courtrai Meulebeke Zele St-Gillis St-Niklaas Evergem Grammont Audenarde Renaix Alost \| Localisation des clubs engagés en Promotion D 1965-1966 |
| Blankenberge VCS Ieper WS Ieper Tournai Deinze Menin Courtrai Meulebeke Zele St-Gillis St-Niklaas Evergem Grammont Audenarde Renaix Alost                                                               |

## Classements & Résultats
- Le nom des clubs est celui employé à l'époque

Légende
- Clubs champions et promus en Division 3 la saison suivante
- Clubs relégués en Première provinciale la saison suivante

Abréviations
 : Clubs relégués de « Division 3 » depuis la saison précédente 
: Clubs promus de Première provinciale depuis la saison précédente

### Classement final - Série A
| Rang | Équipe                           | Pts | J  | G  | N  | P  | Bp | Bc | Diff |
| ---- | -------------------------------- | --- | -- | -- | -- | -- | -- | -- | ---- |
| 1    | R. AA LOUVIEROISE                | 46  | 30 | 21 | 4  | 5  | 76 | 35 | +41  |
| 2    | R. Uccle Sport                   | 45  | 30 | 20 | 5  | 5  | 66 | 36 | +30  |
| 3    | R. Ass. Marchiennoise des Sports | 40  | 30 | 17 | 6  | 7  | 71 | 40 | +31  |
| 4    | FC Overijse                      | 39  | 30 | 16 | 7  | 7  | 53 | 38 | +15  |
| 5    | Léopold Club Bastogne            | 34  | 30 | 11 | 12 | 7  | 58 | 43 | +15  |
| 6    | R. SC Athusien                   | 32  | 30 | 14 | 4  | 12 | 57 | 47 | +10  |
| 7    | R. CS Andennais                  | 31  | 30 | 12 | 7  | 11 | 47 | 40 | +7   |
| 8    | R. SCUP Jette                    | 30  | 30 | 13 | 4  | 13 | 55 | 48 | +7   |
| 9    | R. CS Brainois                   | 30  | 30 | 11 | 8  | 11 | 45 | 48 | -3   |
| 10   | R. Jeunesse Arlonaise            | 30  | 30 | 11 | 8  | 11 | 50 | 54 | -4   |
| 11   | R. Ixelles SC                    | 24  | 30 | 10 | 4  | 16 | 43 | 68 | -25  |
| 12   | R. Excelsior Virton              | 23  | 30 | 9  | 5  | 16 | 46 | 58 | -12  |
| 13   | FC Farciennes                    | 22  | 30 | 7  | 8  | 15 | 37 | 55 | -18  |
| 14   | US du Centre                     | 21  | 30 | 8  | 5  | 17 | 44 | 65 | -21  |
| 15   | R. Gosselies Sports              | 20  | 30 | 6  | 8  | 16 | 46 | 68 | -22  |
| 16   | R. Union Wallonne Ciney          | 13  | 30 | 3  | 7  | 20 | 47 | 98 | -51  |

### Classement final - Série B
| Rang | Équipe                      | Pts | J  | G  | N  | P  | Bp  | Bc  | Diff |
| ---- | --------------------------- | --- | -- | -- | -- | -- | --- | --- | ---- |
| 1    | K. SC HASSELT               | 48  | 30 | 21 | 6  | 3  | 77  | 30  | +47  |
| 2    | K. Patria FC Tongeren       | 44  | 30 | 18 | 8  | 4  | 75  | 48  | +27  |
| 3    | K. Helzold FC Zolder        | 41  | 30 | 18 | 5  | 7  | 101 | 45  | +56  |
| 4    | R. Herve FC                 | 39  | 30 | 17 | 5  | 8  | 76  | 44  | +32  |
| 5    | Sporting Alken              | 37  | 30 | 17 | 3  | 10 | 69  | 47  | +22  |
| 6    | AS Eupen                    | 36  | 30 | 15 | 6  | 9  | 66  | 49  | +17  |
| 7    | K. FC Moedige Duivels Halen | 34  | 30 | 13 | 8  | 9  | 57  | 43  | +14  |
| 8    | K. FC Verbroedering Geel    | 32  | 30 | 12 | 8  | 10 | 51  | 42  | +9   |
| 9    | Witgoor Sport Dessel        | 31  | 30 | 11 | 9  | 10 | 45  | 46  | -1   |
| 10   | R. Ans FC                   | 25  | 30 | 9  | 7  | 14 | 40  | 58  | -18  |
| 11   | Union Momalloise            | 25  | 30 | 9  | 7  | 14 | 46  | 80  | -34  |
| 12   | K. Tongerse SV Cercle       | 25  | 30 | 7  | 11 | 12 | 38  | 50  | -12  |
| 13   | R. Fléron FC                | 20  | 30 | 6  | 8  | 16 | 32  | 58  | -26  |
| 14   | SRU Verviers                | 15  | 30 | 5  | 5  | 20 | 28  | 60  | -32  |
| 15   | R. Spa FC                   | 15  | 30 | 5  | 5  | 20 | 25  | 76  | -51  |
| 16   | R. CS Visétois              | 13  | 30 | 5  | 3  | 22 | 50  | 100 | -50  |

### Classement final - Série C
| Rang | Équipe                          | Pts | J  | G  | N  | P  | Bp | Bc | Diff |
| ---- | ------------------------------- | --- | -- | -- | -- | -- | -- | -- | ---- |
| 1    | VOORWAARTS TIENEN               | 44  | 30 | 18 | 8  | 4  | 64 | 30 | +34  |
| 2    | K. SC Maccabi Voetbal Antwerpen | 43  | 30 | 18 | 7  | 5  | 65 | 39 | +26  |
| 3    | Hoogstraten VV                  | 40  | 30 | 18 | 4  | 8  | 69 | 43 | +26  |
| 4    | K. FC Lentezon Beerse           | 39  | 30 | 16 | 7  | 7  | 50 | 34 | +16  |
| 5    | Puurs Excelsior FC              | 35  | 30 | 13 | 9  | 8  | 75 | 51 | +24  |
| 6    | K. Daring Club Leuven           | 34  | 30 | 15 | 4  | 11 | 62 | 38 | +24  |
| 7    | R. Stade Louvaniste             | 32  | 30 | 14 | 4  | 12 | 49 | 42 | +7   |
| 8    | Cappellen FC KM                 | 32  | 30 | 11 | 10 | 9  | 54 | 43 | +11  |
| 9    | SK Lebbeke                      | 30  | 30 | 11 | 8  | 11 | 49 | 53 | -4   |
| 10   | K. SK Hoboken                   | 30  | 30 | 10 | 10 | 10 | 45 | 38 | +7   |
| 11   | K. FC Duffel                    | 27  | 30 | 10 | 7  | 13 | 44 | 58 | -14  |
| 12   | K. Tubantia Borgerhout FC       | 25  | 30 | 10 | 5  | 15 | 35 | 57 | -22  |
| 13   | SK Sint-Paulus Opwijk           | 25  | 30 | 9  | 7  | 14 | 33 | 37 | -4   |
| 14   | VC ITNA Itterbeek               | 22  | 30 | 7  | 8  | 15 | 50 | 76 | -26  |
| 15   | FC Ninove                       | 12  | 30 | 4  | 4  | 22 | 35 | 80 | -45  |
| 16   | R. Vilvoorde FC                 | 10  | 30 | 2  | 6  | 22 | 29 | 89 | -60  |

### Classement final - Série D
| Rang | Équipe                       | Pts | J  | G  | N  | P  | Bp | Bc | Diff |
| ---- | ---------------------------- | --- | -- | -- | -- | -- | -- | -- | ---- |
| 1    | K. SC EENDRACHT AALST        | 49  | 30 | 21 | 7  | 2  | 68 | 28 | +40  |
| 2    | K. SV Oudenaarde             | 38  | 30 | 16 | 6  | 8  | 67 | 33 | +34  |
| 3    | K. SC Menen                  | 38  | 30 | 11 | 16 | 3  | 28 | 15 | +13  |
| 4    | White Star Ieper             | 37  | 30 | 14 | 9  | 7  | 64 | 45 | +19  |
| 5    | K. Stade Kortrijk            | 34  | 30 | 13 | 8  | 9  | 59 | 56 | +3   |
| 6    | FC Sporting Sint-Gillis/Waas | 31  | 30 | 12 | 7  | 11 | 44 | 34 | +10  |
| 7    | K. Vereniging CS Yprois      | 31  | 30 | 12 | 7  | 11 | 49 | 40 | +9   |
| 8    | R. US Tournaisienne          | 31  | 30 | 12 | 7  | 11 | 51 | 44 | +7   |
| 9    | KM SK Deinze                 | 31  | 30 | 11 | 9  | 10 | 46 | 55 | -9   |
| 10   | K. FC Meulebke               | 29  | 30 | 12 | 5  | 13 | 44 | 47 | -3   |
| 11   | K. FC Scela Zele             | 25  | 30 | 10 | 5  | 15 | 40 | 58 | -18  |
| 12   | R. FC Renaisien              | 25  | 30 | 9  | 7  | 14 | 43 | 53 | -10  |
| 13   | K. SV Blankenberghe          | 24  | 30 | 11 | 2  | 17 | 40 | 51 | -11  |
| 14   | K. FC Evergem Center         | 23  | 30 | 8  | 7  | 15 | 34 | 52 | -18  |
| 15   | FC Gerda Sint-Niklaas        | 18  | 30 | 7  | 4  | 19 | 26 | 55 | -29  |
| 16   | K. SK Geraarsbergen          | 16  | 30 | 6  | 4  | 20 | 24 | 61 | -37  |

### Tournoi pour désigner le «Champion de Promotion»
Le mini-tournoi organisé pour désigner le « Champion de Promotion » se déroule en deux phases. Les quatre champions s'affrontent lors de « demi-finales aller/retour ». Selon le règlement de l'époque, ni la différence de buts, ni les buts inscrits en déplacement ne sont prépondérants. Si chaque équipe remporte une manche, un barrage est organisé. La finale est prévue en une manche avec un « replay » en cas d'égalité.
| Dates                  | Domicile              | Déplacement           | Résultat | Remarques |
| ---------------------- | --------------------- | --------------------- | -------- | --------- |
| 15 mai 1966            | Voorwaarts Tienen     | K. SC Hasselt         | -        |           |
| 22 mai 1966            | K. SC Hasselt         | Voorwaarts Tienen     | -        |           |
| 15 mai 1966            | R. AA Louviéroise     | K. SC Eendracht Aalst | 2-1      |           |
| 19 mai 1966            | K. SC Eendracht Aalst | R. AA Louviéroise     | -        |           |
| 29 juin 1966           | K. SC Hasselt         | R. AA Louviéroise     | -        |           |
| K. SC HASSELT champion |                       |                       |          |           |

Précisons que ce mini-tournoi n'a qu'une valeur honorifique et n'influe pas sur la montée. Les quatre champions de série sont promus.

## Récapitulatif de la saison
- Champion A: R. AA Louviéroise 2e titre en Promotion (D4)
- Champion B: K. SC Hasselt 1er titre en Promotion (D4)
- Champion C: Voorwaarts Tienen 2e titre en Promotion (D4)
- Champion D: K. SC Aendracht Aalst 1er titre en Promotion (D4)
- Douzième titre de Promotion (D4) pour la Province de Brabant
- Huitième titre de Promotion (D4) pour la Province de Flandre orientale
- Sixième titre de Promotion (D4) pour la Province de Hainaut
- Septième titre de Promotion (D4) pour la Province de Limbourg

| Région flamande (33)            | Région flamande (33) | Province de Brabant (11)     | Province de Brabant (11) | Région wallonne (20)   | Région wallonne (20) |
| ------------------------------- | -------------------- | ---------------------------- | ------------------------ | ---------------------- | -------------------- |
| Province d'Anvers               | 10                   | Région de Bruxelles-Capitale | 3                        | Province de Hainaut    | 6                    |
| Province de Flandre-Occidentale | 6                    | Province du Brabant flamand  | 7                        | Province de Liège      | 8                    |
| Province de Flandre-Orientale   | 11                   | Province du Brabant wallon   | 1                        | Province de Luxembourg | 4                    |
| Province de Limbourg            | 6                    |                              |                          | Province de Namur      | 2                    |

1. ↑  Au niveau footballistique, la province de Brabant est toujours unitaire malgré sa partition territoriale en 1995.

### Admission en D3 / Relégation de D3
Les quatre champions (Alost, Hasselt, La Louvière et le Voorwaarts Tirlemont) sont promus en Division 3, d'où sont relégués l'Union Hutoise, le Verbroedering Mechelen-a/d-Maas, St-Genesius-Rode Sport et Schaerbeek.

#### Relégations vers les séries provinciales
12 clubs sont relégués vers le 5e niveau désormais appelé « Première provinciale ».
| Clubs                                                                      |   | Provinces                       |
| -------------------------------------------------------------------------- | - | ------------------------------- |
|                                                                            | ⇒ | Province d'Anvers               |
| VC ITNA Itterbeek, R. Vilvoorde FC                                         | ⇒ | Province de Brabant             |
|                                                                            | ⇒ | Province de Flandre-Occidentale |
| K. FC Evergem Center, K. SK Geraardsbergen, FC Ninove, FC Gerda St-Niklaas | ⇒ | Province de Flandre-Orientale   |
| US du Centre, R. Gosselies Sport                                           | ⇒ | Province de Hainaut             |
| R. Spa FC, SRU Verviers, R. CS Visétois                                    | ⇒ | Province de Liège               |
|                                                                            | ⇒ | Province de Limbourg            |
|                                                                            | ⇒ | Province de Luxembourg          |
| R. UW Ciney                                                                | ⇒ | Province de Namur               |

#### Montées depuis les séries provinciales
Douze clubs sont admis en « Promotion » (4e niveau) depuis le 5e niveau désormais appelé « Première provinciale ».
| Provinces                       | Montant                                      |
| ------------------------------- | -------------------------------------------- |
| Province d'Anvers               | FC Waaslandia Burcht1, K. FC SV Nijlen       |
| Province de Brabant             | K. Olympia SC Wijgmaal, FC Denderzonen Pamel |
| Province de Flandre-Occidentale | K. FC Izegem                                 |
| Province de Flandre-Orientale   | K. RC Lokeren                                |
| Province de Hainaut             | Bosquetia FC Frameries                       |
| Province de Liège               | US Ferrières, R. FC Union La Calamine        |
| Province de Limbourg            | K. VV Looi Sport Tessenderlo                 |
| Province de Luxembourg          | Bomal FC                                     |
| Province de Namur               | R. Ham FC                                    |

1FC Waaslandia Burcht est reconnu « Société Royale » et adapte son nom en vue de la saison suivante: K. FC Waaslandia Burcht.

## Débuts en Promotion
Quatre clubs ayant déjà évolué dans une série nationale apparaissent pour la première fois en Promotion (D4).
- R. Uccle Sport 34e club brabançon différent à évoluer à ce niveau. (ex æquo avec Overijse et Itterbeek, voir ci-après)
- R. FC Renaisien, K. SC Eendracht Aalst 19eet 20e clubs flandriens orientaux différents à évoluer à ce niveau.
- R. UW Ciney 11e club namurois différent à évoluer à ce niveau

## Débuts en Séries nationales
Six clubs évoluent pour la toute première fois en séries nationales.
- K. FC Lentezon Beerse, Puurs Excelsior FC 31e et 32e clubs anversois différents à évoluer en Promotion (D4). - 57e et 58e en nationale.
- FC Overijse, VC ITNA Itterbeek 34e clubs brabançons différents (ex æquo avec Uccle Sport, op cit) à évoluer en Promotion (D4). Le total est désormais de 36 cercles du Brabant - 53e et 54e en nationale.
- K. FC Meulebeke 15e club flandrien occidentaldifférent à évoluer en Promotion (D4). - 27e en nationale.*
- K. FC Moedige Duivles Halen 17e club limbourgeois différent à évoluer en Promotion (D4). - 26e en nationale.